# 성양민
성양민(成良民, 1992년 3월 13일 ~ ) 은 전 KBO 리그 SK 와이번스의 투수이다.

## 출신학교
- 성포초등학교(안산리틀야구단)
- 평촌중학교
- 충훈고등학교
- 세계사이버대학